# Encinasola de los Comendadores
Encinasola de los Comendadores è un comune spagnolo di 292 abitanti situato nella comunità autonoma di Castiglia e León.